# ISO 3166-2:HM
ISO 3166-2:HM — стандарт Международной организации по стандартизации, который определяет геокоды. Является подмножеством стандарта ISO 3166-2, относящимся к Острову Херд и островам Макдональд. Стандарт охватывает Остров Херд и острова Макдональд как внешнюю территорию Австралии. Геокод состоит  из: кода Alpha2 по стандарту ISO 3166-1 для Острова Херд и островов Макдональд — HM. Геокод являются подмножеством кода домена верхнего уровня — HM, присвоенного Острову Херд и островам Макдональд в соответствии со стандартами ISO 3166-1.

## Геокоды Острова Херд и островов Макдональд
| Название          | Alpha2 | Alpha3 | цифровой | Геокод по ISO 3166-2 | Статус             |
| ----------------- | ------ | ------ | -------- | -------------------- | ------------------ |
| Херд и Макдональд | HM     | HMD    | 334      | не присвоен          | внешняя территория |